# Kriegerdenkmal Horka
Koordinaten: 51° 17′ 11,2″ N, 14° 53′ 30,2″ O
Das Denkmal für die Gefallenen des Deutsch-Französischen Krieges und des Ersten Weltkrieges in Horka ist ein Kulturdenkmal im sächsischen Horka, einem Ort der gleichnamigen Gemeinde im Landkreis Görlitz. Das Denkmal befindet sich an der Görlitzer Straße (K8417), dem südlichen Teil der Hauptstraße des Ortes im Vorbereich der Wehrkirche Horka.
Das Denkmal besteht aus einem nach dem Deutsch-Französischen Krieg 1870/71 errichteten zentralen Obelisken. Die vierkantige, sich verjüngende Säule mit der widmenden Inschrift und einem umblätterten Schwarzen Kreuz sitzt auf einem Sockelstein, auf dessen Front auf einer angedeuteten Platte die Namen acht gefallener Soldaten stehen. Die Rückseite des Sockels ist mit einem Spruch beschriftet. Auf Initiative der Kirchengemeinde waren zwei Friedenseichen direkt neben das Denkmal gepflanzt worden.
Beidseitig wurde der Obelisk 1924 durch zwei angesetzte Tafeln für die Gefallenen des Ersten Weltkrieges erweitert. Diese bestehen aus dem gleichen Material wie der zentrale Teil und tragen auf der Vorderseite die Namen Gefallener und auf der Rückseite je einen Spruch. An beiden Seiten wurden zudem gleich hohe, abschließende Quader errichtet, die die Darstellung von Eichenlaub umrankter Schwerter und obenaufgesetzte Kugeln tragen.
Das Denkmal wurde in seiner Gesamtheit auf einen weiteren einheitlichen Sockel gestellt. Es ist in einem stabilen, aber beschädigten Zustand. Die Schrift lässt sich fast vollständig entziffern. An einigen Stellen auf der Vorderseite ist Material abgesplittert. Dabei soll es sich um absichtliche Zerstörung durch Schüsse eines Rotarmisten von 1945 handeln.
Zum Gesamtensemble gehörten die beiden neben dem Denkmal gesetzten Eichen, welche 2020 gefällt wurden und durch Neupflanzungen im Rahmen der Sanierung ersetzt werden.

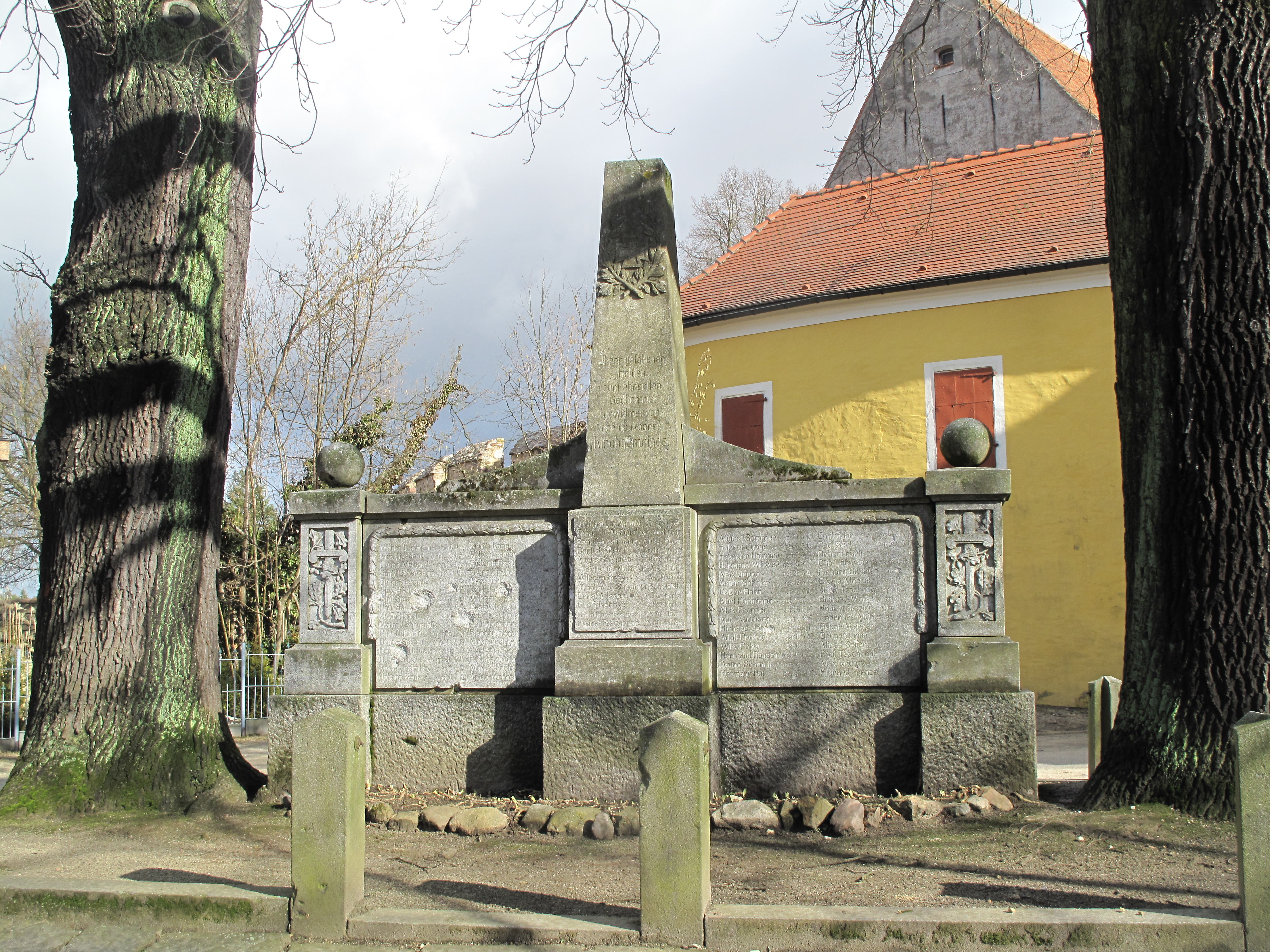
Denkmal für die Gefallenen des Deutsch-Französischen Krieges (Mitte) und des Ersten Weltkrieges (links und rechts) in Horka

## Inschriften

### Auf der Vorderseite
|                   |                |  |                 |                |
|                   |                |  |                 |                |
|                   |                |  |                 |                |
|                   |                |  |                 |                |
|                   |                |  |                 |                |
|                   |                |  |                 |                |
|                   |                |  |                 |                |
|                   |                |  |                 |                |
|                   |                |  |                 |                |
|                   |                |  |                 |                |
|                   |                |  |                 |                |
|                   |                |  |                 |                |
|                   |                |  |                 |                |
|                   |                |  |                 |                |
|                   |                |  |                 |                |
|                   |                |  |                 |                |
| Walter Lehmann    | gef. 10.8.14   |  | Bruno Kärger    | gef. 15.4.15   |
| Max Hoschatt      | gef. 22.8.14   |  | Willy Sommer    | gef. 8.6.15    |
| Bruno Meiſsner    | verm. 22.8.14  |  | Richard Resig   | gef. 28.5.15   |
| Gotth. Ueberschär | gef. 15.9.14   |  | Frank Birkholz  | gef. 30.5.15   |
| Bruno Jeschke     | gef. 21.9.14   |  | Max Röhle       | gef. 31.5.15   |
| Max Hübner        | gef. 2_.9.14   |  | Paul Jeschke    | gef. 1_.7.15   |
| Paul Seifert      | gef. 11.10.14  |  | Wilhelm __per   | gef. 10.8.15   |
| Paul Schu__       | gef. 23.10.14  |  | Gustav Kärger   | gef. 11.8.15   |
| Alwin Hänel       | gef. 10.11.14  |  | Felix Tzschoppe | gef. 20.8.15   |
| Walter Ueberschär | gef. 8.12.14   |  | Paul Hockner    | gef. 29.8.15   |
| Paul Dehmel       | gest. 8.12.14  |  | Richard Hanke   | gef. 2.9.15    |
| Bruno Seifert     | gef. 18.12.14  |  | Max Förster     | gest. 18.10.15 |
| Her____ Hübner    | gest. 26.12.14 |  | Paul Naselows   | gef. 4.11.15   |
| Robert Resig      | gef. 28.12.14  |  | Paul Knobloch   | gef. 23.9.16   |
| Artur Jeschke     | gef. 9.1.15    |  | Max Schröter    | gef. 26.9.16   |
| Johann Senk       | gef. 6.8.15    |  | Artur Wehner    | verm. 24.10.16 |

| [Säule]                                                                                   |               |
| Ihren gefallenen Helden zum ehrenden Gedächtnis gewidmet von der dankbaren Kirchgemeinde. |               |
| Säule und Denkmal 1870/71                                                                 |               |
|                                                                                           |               |
| [Platte]                                                                                  |               |
| Gefallen bei Wörth d. 6. Aug. 1870                                                        |               |
| Traugott Schönfelder                                                                      | Mitt. Horka   |
| Ernst Hartmann                                                                            | Nieder Horka  |
| Carl Schenke                                                                              | Nieder Horka  |
| August Schulze                                                                            | Ober Horka    |
| Gefallen bei Metz d. 18. Aug. 1870                                                        |               |
| Wilhelm Schmidt                                                                           | Mückenhain    |
| Gefallen bei Sedan d. 1. Sept. 1870                                                       |               |
| Ernst Nitsche                                                                             | Nieder Horka  |
| Carl Jeschke                                                                              | Ober Horka    |
| Gefallen vor Paris d. 16. Jan. 1871                                                       |               |
| Julius Tzschoppe                                                                          | ✠ Mitt. Horka |

|                  |               |  |                  |                |
|                  |               |  |                  |                |
|                  |               |  |                  |                |
|                  |               |  |                  |                |
|                  |               |  |                  |                |
|                  |               |  |                  |                |
|                  |               |  |                  |                |
|                  |               |  |                  |                |
|                  |               |  |                  |                |
|                  |               |  |                  |                |
|                  |               |  |                  |                |
|                  |               |  |                  |                |
|                  |               |  |                  |                |
|                  |               |  |                  |                |
|                  |               |  |                  |                |
|                  |               |  |                  |                |
| August Sommer    | gef. 1.3.17   |  | Emil Rohn        | gef. 20.11.17  |
| Robert Junge     | gef. 3.5.17   |  | Paul Senk        | gef. 20.3.18   |
| Hermann Heinrich | gef. 3.5.17   |  | Robert Fürll     | gef. 7.4.18    |
| Hermann Wittwer  | gef. 3.5.17   |  | Otto Lohmann     | verm. 11.6.18  |
| Max Junge        | gef. 25.5.17  |  | Richard Schäfer  | gef. #.7.18    |
| Artur Schäfer    | gef. 12.6.17  |  | Erwin Möbius     | gef. 12.7.18   |
| Oskar Rohn       | gef. 8.7.17   |  | Alfred Tzschoppe | verm. 17.7.18  |
| Karl Hartmann    | gef. 25.8.17  |  | Richard Weise    | gef. 31.7.18   |
| Max Frenzel      | gef. 30.8.17  |  | Robert Richter   | verm. 2.9.18   |
| Karl Kaubisch    | gef. 5.9.17   |  | Johannes Mühle   | gef. 18.9.18   |
| Richard John#    | gef. 16.9.17  |  | Oskar Wehner     | gef. 27.9.18   |
| Adolf Prötzig    | gef. 16.9.17  |  | Bruno Ullrich    | gef. 1.10.18   |
| Willy Röhle      | gef. 19.9.17  |  | Alfred Seitert   | gest. 27.10.18 |
| Hermann Rönsch   | gef. 10.10.17 |  | Paul Tzschoppe   | gef. 4.11.18   |
| Artur Schmidt    | gef. 11.10.17 |  | Max Krüger       | gest. 24.11.18 |
| Hermann Puf      | gef. 18.11.17 |  | Richard Frenzel  | gef. 29.11.18  |

### Auf der Rückseite
|                                                                      |
| Setzet ihr nicht das Leben ein nie wird euch das Leben gewonnen sein |

|                                                                                 |
| Niemand hat gröſsere Liebe denn die daſs er sein Leben lässet für seine Freunde |

|                                             |
| Bleib du im ewigen Leben mein guter Kamerad |

Anm.: Die Bilder der Rückseite sind seitenverkehrt angeordnet, damit die Darstellungen der jeweils richtigen Vorderseite zugeordnet werden können.
Der Spruch auf der Rückseite der linken Tafel Setzet ihr … stammt aus Friedrich Schillers Wallensteins Lager 11/Chor.

Der Spruch auf der Rückseite des Sockels der Säule Niemand hat gröſsere Liebe … hat seinen Ursprung im Johannesevangelium der Bibel.

Die Worte auf der Rückseite der rechten Tafel Bleib du im ewigen Leben … sind die letzten beiden Zeilen von Ludwig Uhlands Gedicht Der gute Kamerad von 1809, welches 1825 von Friedrich Silcher vertont wurde und im deutschen Sprachraum Bestandteil des militärischen Trauerzeremoniells ist.

## Sanierung
Aufgrund des Zustandes des Denkmals wurden der Kommune Horka 2020 neben der zu erbringenden Eigenleistung von 20.000 Euro Fördermittel in Höhe von ca. 80.000 Euro bewilligt. Der „Wehrmauerverein“ spendete den Ertrag des Historischen Marktes 2019 von 3.200 Euro und eine ehemalige Horkaer Familie einen Betrag von reichlich 3.000 Euro.
Ende 2020 wurde das Denkmal komplett abgebaut. Es wird in einer Fachwerkstatt restauriert und soll am selben Platz wieder aufgebaut werden. Der äußere nachträglich angelegte Ring aus gebrochenen Granitplatten wird dazu entfernt und der Denkmalhügel abgetragen, da das Denkmal ursprünglich ebenerdig stand. Nach Fällung der toten Eiche und der erkrankten Eiche werden zwei relativ große Bäume neu gepflanzt. Es soll daneben ein Rastplatz mit Tisch und Bank entstehen.